# Xerosiphon
Xerosiphon (лат.) (от др.-греч. ξερός — сухой и σίφων — трубка) — небольшой род двудольных цветковых растений семейства Амарантовые (Amaranthaceae) из Бразилии.
Род описан в 1843 году, но долгое время рассматривался как часть рода Гомфрена, в 1990 году восстановлен из-за чётких морфологических отличий (полностью сростнолепестный околоцветник, стеблевые листья редуцированы до чешуй).
Изолированность рода подтверждена методами молекулярной филогенетики.
По информации базы данных The Plant List (2013), род включает 2 вида:
- Xerosiphon angustiflorus (Mart.) Pedersen (1990)
- Xerosiphon aphyllus (Pohl ex Moq.) Pedersen (1990)